# بین‌المللی‌گرایی لیبرال
بین‌المللی‌گرایی لیبرال، که همچنین به‌نام‌های لیبرالیزم بین‌الملل و پان- لیبرالیزم نیز معروف است، دکترین سیاست خارجی است که دو نکته اساسی را مورد بحث قرار می‌دهد. اول این‌که سازمان‌های بین‌المللی باید به توافق‌نامه‌های چندجانبه میان دولت‌هایی دست یابند که لیبرال دموکراسی را ترویج می‌کنند. و دوم این‌که دولت‌های لیبرال باید به‌منظور پی‌گیری اهداف لیبرالی در سایر کشورها مداخله کنند؛ چنین مداخله‌ای می‌تواند شامل تهاجم نظامی و کمک‌های بشردوستانه باشد. این دیدگاه در تقابل با دکترین انزواطلبی، واقع‌گرایی یا غیر مداخله‌گرایی سیاست خارجی است. این منتقدان آن را مداخله‌گرایی لیبرال توصیف می‌کنند.

## تاریخچه

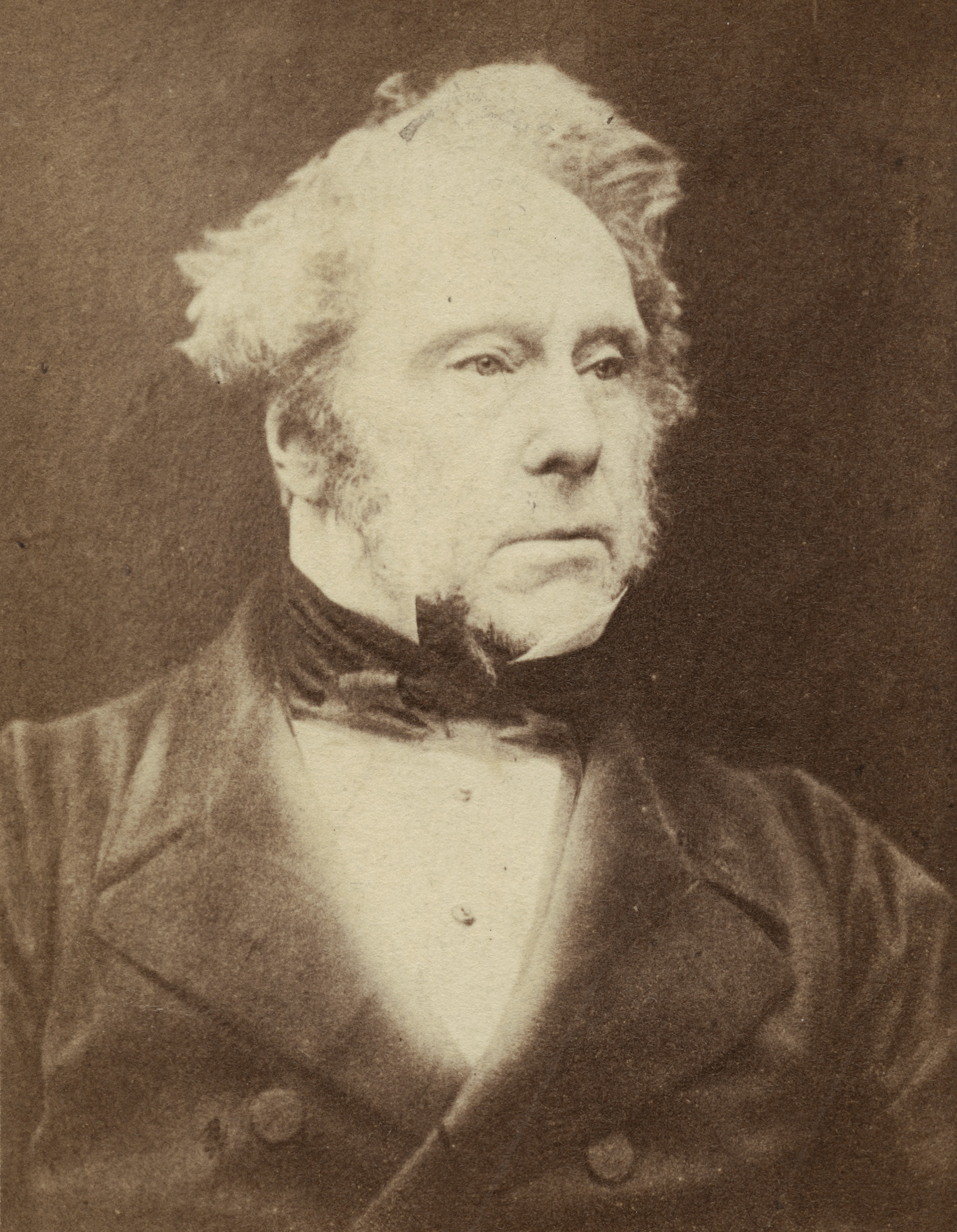
بین‌المللی‌گرایی لیبرال طی قرن نوزدهم ظهور کرد، بخصوص طی حمایت‌های قابل توجه وزیر خارجه بیرتانیا و نخست‌وزیر هنری جان تمپل

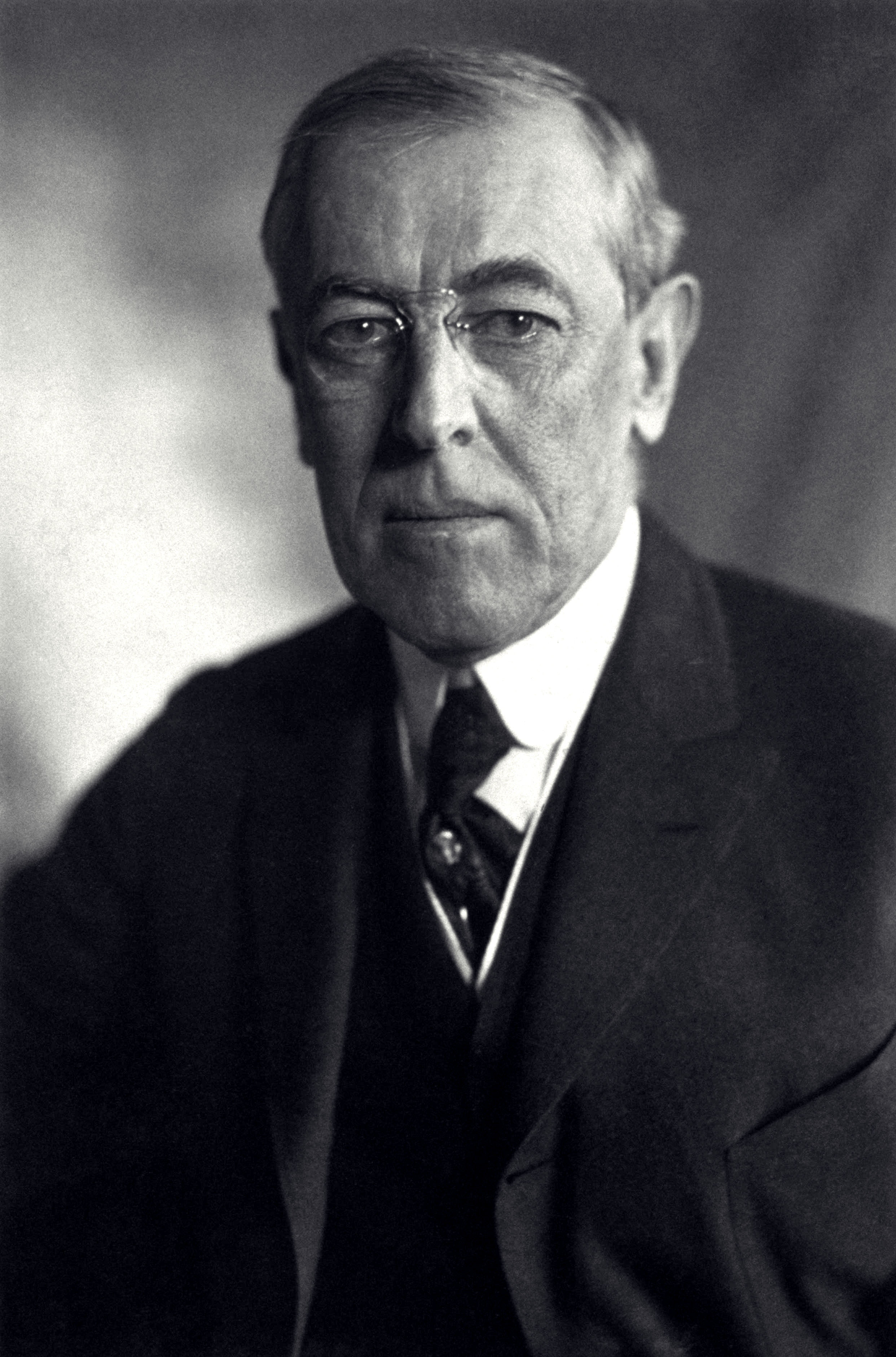
بین‌المللی‌گرایی لیبرال طی دهه دوم قرن بیستم تحت ریاست جمهوری ایالات متحده، وودرو ویلسون توسعه یافت

بین‌المللی‌گرایی لیبرال در طول قرن نوزدهم، به‌ویژه تحت نظارت لرد پالمرستون وزیر امور خارجه و نخست‌وزیر بریتانیا، ظهور کرد و در دهه دوم قرن بیستم تحت ریاست رئیس‌جمهور ایالات متحده و ودرو ویلسون توسعه یافت و این‌گونه به ویلسونیزم معروف شد. جان ایکنبری و دانیل دیدنی هم‌چنین بین‌المللی‌گرایی لیبرال را با ایده‌های سیاست خارجی که فرانکلین دی رزولت توسعه بخشید، یک‌جا ساختند.

## نظریه

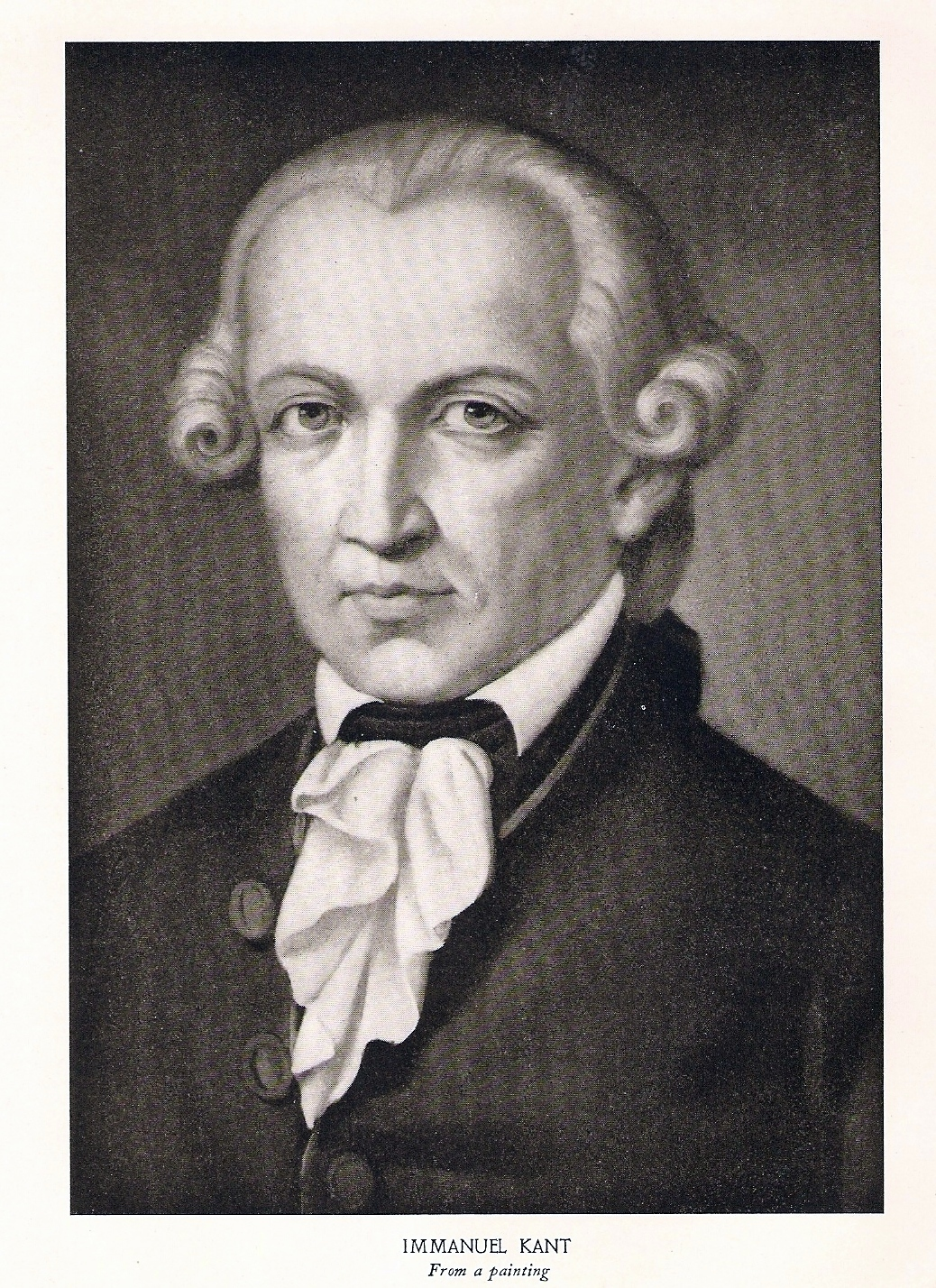
بین‌المللی‌گرایی لیبرال توسط این شخصیت طراحی شده است

هدف بین‌المللی‌گرایی لیبرال دست‌یابی به ساختارهای جهانی در درون نظام بین‌الملل است که به ترویج نظم جهانی لیبرال تمایل دارند و تغییر تدریجی سیاست جهانی از انارشی به نهادهای مشترک و حاکمیت قانون را پیش‌بینی می‌کند. تجارت آزاد جهانی، اقتصاد لیبرال و نظام‌های سیاسی لیبرال همه تا این اندازه تشویق می‌شوند. علاوه بر این، انترنشنلیست‌های لیبرال با تشویق دموکراسی همواره می‌کوشند در سطح جهانی عمل کنند. پس از آن‌که این امر تحقق یافت، باعث «سود صلح» می‌شود، زیرا دولت‌های لیبرال دارای روابطی هستند که فاقد خشونت توصیف می‌شوند، روابط بین دموکراسی‌ها با تیوری صلح دموکراتیک مشخص می‌شود.
بین‌المللی‌گرایی لیبرال تصریح می‌دارد که از طریق سازمان‌های چندجانبه مانند سازمان ملل می‌توان از بدترین افراط «سیاست‌های قدرت» در روابط میان ملت‌ها جلوگیری کرد. علاوه بر این، انترنشنلیست‌های لیبرال معتقدند که بهترین راه برای گسترش دموکراسی این است که با همه دولت‌ها به‌طور مساوی و با همکاری رفتار شود، خواه این دولت‌ها در ابتدا دموکراتیک باشند یا نباشند.
براساس نظر آبراهامسن، بین‌المللی‌گرایی فرصت‌های بیشتری برای قدرت‌های میانه ارائه می‌کند تا منافع اقتصادی، امنیتی و سیاسی خویش را به پیش برند.

## مثال‌ها
مثال‌هایی از بین‌المللی‌گرایان لیبرال عبارت اند از تونی بلر نخست‌وزیر سابق بریتانیا، باراک اوباما رئیس‌جمهور ایالات متحده و سپس هیلاری کلینتون وزیر امور خارجه. این ایده در ایالات متحده، اغلب با حزب دموکرات آمریکا مدغم شده‌است. در دهه ۲۰۱۰ برخی از نو-محافظه کاران با گرایش لیبرال به سوی بین‌المللی‌گرایی لیبرال روی آوردند.
مداخله ناتو در بوسنی و هرزگوین، بمباران یوگسلاوی ناتو در سال ۱۹۹۹، مداخله نظامی بریتانیا در جنگ داخلی سیرالئون و مداخله نظامی ۲۰۱۱ در لیبیا مثال‌های رایج و معمول مداخله‌گرایی لیبرال اند. به گفته تیموتی گارتون‌اش مؤرخ، موارد متذکره به دلیل انگیزه‌های لیبرال و اهداف محدود، از دیگر مداخلات نظامی در مقیاس بزرگ‌تر متمایز و متفاوت هستند.
نهادهای چندجانبه مانند برنامه انکشافی سازمان ملل متحد، یونیسف، سازمان صحی جهان و مجمع عمومی سازمان ملل(UN General Assembly) نیز نمونه‌های از بین‌المللی‌گرایی لیبرال در نظر گرفته شده‌اند.